# 大田原典清
大田原 典清（おおたわら のりきよ）は、下野大田原藩の第4代藩主。

## 生涯
明暦3年（1657年）、織田政時（大和戒重藩主・織田長政の次男）の長男として生まれる。延宝2年（1674年）7月23日に大田原藩主・大田原高清の婿養子となり御目見を果たす。
延宝3年（1675年）12月26日に従五位下・備前守に叙位・任官し、延宝5年（1677年）9月25日に養父が幕命により隠居すると、その跡を継ぐ。しかし高清に先立って元禄7年（1694年）6月21日に死去した。享年38。跡を長男の純清が継いだ。

## 系譜
父母
- 織田政時（実父）
- 織田高長の娘（実母）
- 大田原高清（養父）
- 牧野定成の娘（養母）

正室
- 大田原高清の娘

子女
- 大田原純清（長男）生母は正室
- 谷衛憑正室
- 芦野資親正室
- 娘
- 娘
- 娘